# Tomas Axnér
Ulf Tomas Axnér (født 30. november 1969) er en tidligere svensk håndboldspiller og nuværende træner for Team Esbjerg. Som spiller har han tidligere spillet i klubber som Lugi HF og H 43 Lund i Sverige, som han ligeledes har trænet og de tyske Bundesliga-klubber VfL Gummersbach og GWD Minden.
Han stod i spidsen for det svenske A-landshold, under Sommer-OL 2020 i Tokyo, hvor han sikrede holdet en samlet fjerdeplads. Hans første slutrunde var ved EM i kvindehåndbold 2020 i Danmark, hvor man endte som nummer 11.
Hans datter Tyra Axnér, er også professionel håndboldspiller og har spillet i den danske liga, bl.a. hos Herning-Ikast Håndbold.